# Musée national de Kragujevac

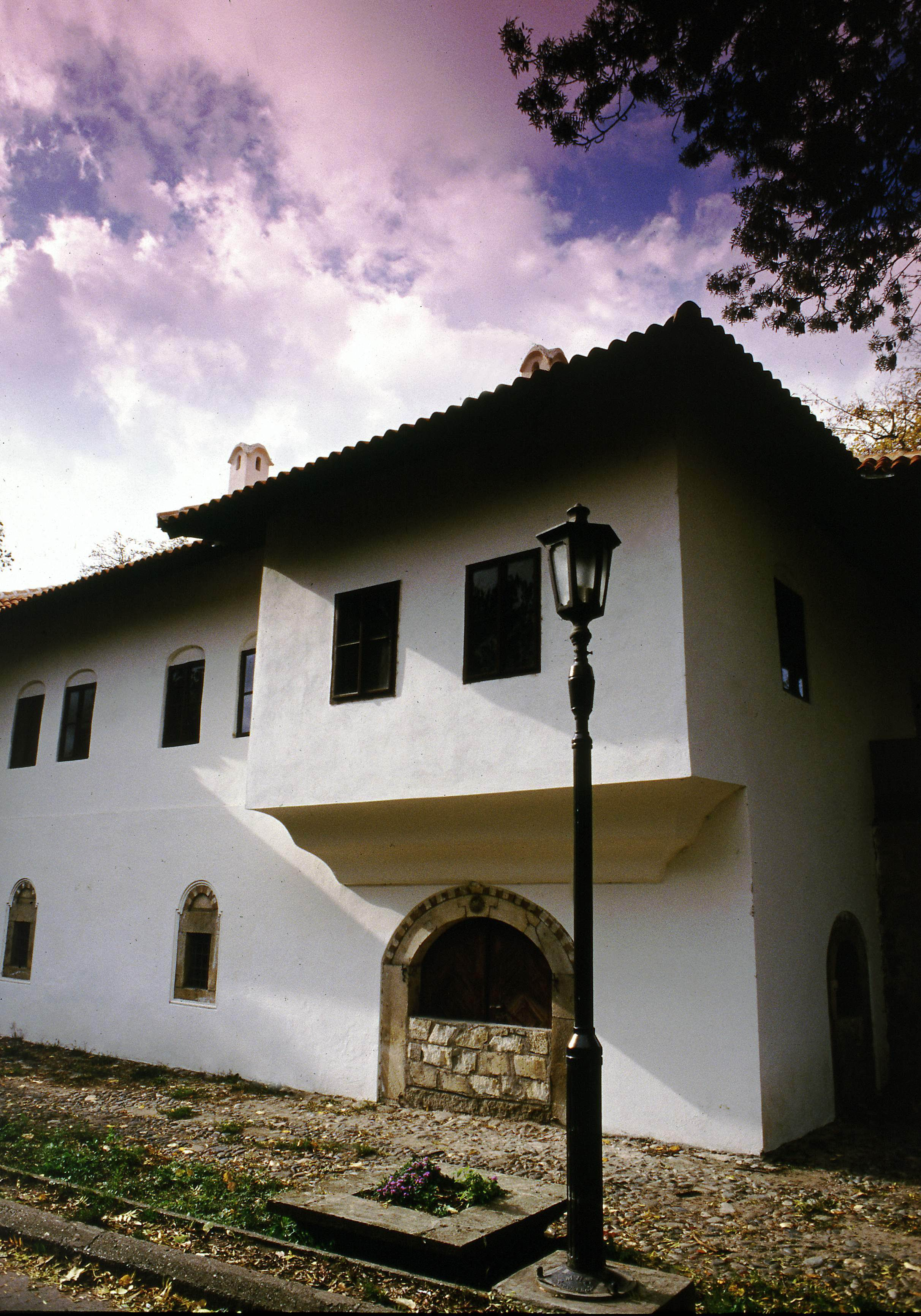
Le konak Amidža, un des sites du musée national de Kragujevac

Le musée national de Kragujevac (en serbe : Narodni muzej Kragujevac et Народни музеј Крагујевац) est un musée situé à Kragujevac, en Serbie.

## Histoire
L'ébauche de ce qui est aujourd'hui le musée national de Kragujevac remonte à la première moitié du XIXe siècle, quand le prince Miloš Obrenović commença à constituer une collection de peintures en juin 1823. En 1837, le prince forma sa première collection de minéraux et une première collection de numismatique. Plus tard, en 1942, le musée de la Šumadija ouvrit ses portes à Kragujevac mais il dut fermer en mars 1943 à cause de la guerre. L'actuel musée a été officiellement créé le 1er juin 1949 en tant que musée régional, avec six collections : agriculture, histoire, archéologie, numismatique, ethnologie et Beaux-Arts. Il a ouvert ses portes le date 8 juillet 1851 et, en 1953, il est devenu le musée national de Kragujevac.

## Sites
Le musée national est réparti entre plusieurs sites : le konak Amidža (en serbe : Amidžin konak), le konak du prince Michel, la galerie d'art (Umetnička galerija), la maison Ljubicz Filipović (Kuća Ljubice Filipović), la maison du prêtre Miloja Barjaktarevića (Kuća prote Miloja Barjaktarevića), l'Ancien parlement (Stara skupština), la galerie moderne (Moderna galerija), ainsi que deux maisons mémoriales, l'une à Dulene, l'autre à Grošnica.

## Collections
Les collections du musée sont réparties en 4 départements : archéologie, ethnologie, histoire et histoire de l'art.

### Archéologie
Le musée national de Kragujevac possède un important département d'antiquités préhistoriques, soit un ensemble d'environ 100 000 objets, dont 2 524 ont été inventoriés. La plupart proviennent des fouilles effectuées dans la région de la ville. Parmi les pièces les plus importantes du musée, on peut citer un hochet zoomorphe, des vases et des figurines anthromorphes, ou encore un bracelet décoré de scènes avec des personnages humains, ensemble caractéristique de la culture de Vinča. L'Antiquité est représentée avec environ 900 pièces provenant de Gradac, Maskar, Radmilović, Topola et Oplanić.

### Peinture
Le musée abrite 18 icônes du XVIIe siècle au XXe siècle, parmi lesquelles on peut signaler une Vierge à l'enfant (XVIIe siècle), un Saint Nicolas (XVIIIe siècle) ou encore un triptyque des XVIIe et XVIIIe siècles. Depuis 2004, le konak du prince Michel présente une collection de maîtres anciens regroupant 43 œuvres ; en revanche, l'un des intérêts du musée consiste dans sa collections de peintures serbes des XIXe et XXe siècles. Parmi les peintres du XIXe siècle représentés, on peut citer Živko Jugović, avec un Portrait de Jelena Savić, Arsenije Petrović, Uroš Knežević, Paja Jovanović, Pavle Čortanović, Đorđe Krstić et Uroš Predić, avec un Portrait de jeune femme et un Portrait de jeune homme. La peinture serbe de la première moitié du XXe siècle est représentée par des œuvres de Marko Murat, Milan Milovanović, Borivoje Stevanović, Sava Šumanović (L'été à Šid, 1939), Petar Lubarda, Milo Milunović (Paysage, 1935), Petar Dobrović (Esclave de Dalmatie, 1933), Jovan Bijelić, Zora Petrović, Ivan Tabaković, Đorđe Andrejević Kun et Mića Popović.
Pour la deuxième moitié du XXe siècle et le début du XXIe siècle, le musée national présente des toiles d'artistes comme Ljubica Sokić, Peđa Milosavljević, Mića Popović, Milan Konjović, Stojan Ćelić, Branislav Protić, Ljuba Popović, Leonid Šejka, Lazar Vozarević, Radomir Reljić, Petar Omčikus, Kosa Boškan, Momčilo Antonović, Živojin Turinski, Velizar Krstić et Milutin Kopanja.

### Sculpture
Le musée offre un panorama de la sculpture serbe depuis 1894. Les artistes suivants sont représentés dans les collections :
- Toma Rosandić, Pietà, 1930, relief sur bois
- Nikola Koka Janković, Petit garçon, 1950, bronze
- Olga Jevrić, Trinôme, après 1954, fer, bronze, métal
- Risto Stijović, Jeune fille, 1960, bois
- Bogosav Živković, Moine, 1960, bois
- Milan Vergović, Van Kolone, 1962, bronze
- Dragan Panić, Vuk Karadžić, 1964, bronze
- Kosta Anđeli Radovani, [Devojka na klipu], 1969, bronze patiné
- Franc Rotar, Essence, bronze doré
- Đorđe Jovanović
- Vesna Brešković
- Simeon Roksandić
- Marin Studin
- Ilija Kolarović
- Sreten Stojanović
- Slavoljub Radojčić
- Jovan Kratohvil
- Branko Ružić
- Venija Vučinić Turinski